# 401 î.Hr.

## Nașteri
- dată necunoscută: Teocrit  (d. 260 î.Hr.)
- dată necunoscută: Porus rege din India (d. 316 î.Hr.)
- dată necunoscută: Nectanebo al II-lea  (d. 343 î.Hr.)
- dată necunoscută: Teos (faraon)  (d. ?)
- dată necunoscută: Atropat  (d. ?)
- dată necunoscută: Achoris  (d. 380 î.Hr.)
- dată necunoscută: Hegesias din Cirene  (d. ?)
- dată necunoscută: Euridice (Dinastia Ptolemeică)  (d. ?)
- dată necunoscută: Aristillus din Samos astronom din Samos (d. ?)
- dată necunoscută: Dromihete Rege al geților (d. ?)
- dată necunoscută: Zopyrion general macedonean antic (d. 331 î.Hr.)